# Cellini - Una vita scellerata
Cellini - Una vita scellerata è una miniserie televisiva del 1990, diretta da Giacomo Battiato.

## Trama
Benvenuto Cellini presenta al duca di Firenze Cosimo I il progetto per una statua di Perseo, che viene criticato dal suo collega e rivale Baccio Bandinelli.
La vicenda fornisce allo scultore lo spunto per rievocare l'inizio della sua fortuna, di quando, facendosi assumere come musico in un'orchestrina, trovò il modo di introdursi alla presenza di papa Clemente VII, che lo incaricò di un'opera di oreficeria. Grazie alle sue commissioni fu in grado di aprire bottega e fu poi nominato incisore della zecca pontificia.
Mentre minaccia Baccio con un pugnale, ricorda il crimine per il quale, molti anni prima, era dovuto fuggire da Firenze: il tentato omicidio di un altro orafo. Il duca non è favorevole alla fusione della statua, che reputa impossibile, ma lo scultore trasforma l'impresa in una sfida con i suoi detrattori. Il Cellini fa allora un confronto col diverso atteggiamento avuto da Clemente VII, a cui aveva confidato un presagio durante una pestilenza: in sogno, aveva estratto un serpente dalla sua bocca.
Alla sua amante racconta delle donne degli altri artisti che erano con lui a Roma in gioventù, e della sua concezione della bellezza come una costruzione artificiale. Durante il sacco di Roma trasse in salvo il papa in Castel Sant'Angelo, e fu incaricato di fondere l'oro e togliere le gemme dalla sua croce pettorale e da altri pezzi del tesoro di San Pietro per contribuire al pagamento del riscatto, per far sì che i lanzichenecchi si ritirassero.
Il successore di Clemente VII, Paolo III Farnese, affidò molte commissioni a Benvenuto, ma nella curia montarono le voci contrarie a lui, che lo accusavano di essersi appropriato di parte del metallo prezioso, e per questo finì coll'essere incarcerato. In prigione ebbe molti colloqui col governatore del carcere, un ometto bizzarro appassionato di uccelli, che gli chiese di aiutarlo a imparare a volare, ma durante uno di tali esperimenti perse la vita. Il Cellini cercò di evadere ma si ruppe una gamba, fu ripreso e imprigionato in una cella sotterranea. Quando si era ormai abbandonato alla disperazione, fu liberato per intercessione del re di Francia Francesco I, che lo assunse e lo portò nel suo paese, assegnandogli anche un castello già promesso a un nobile francese, che il Cellini affrontò e batté in una lotta corpo a corpo. In Francia ritrovò anche il Rosso Fiorentino.
Benvenuto propose al re delle opere di grandi dimensioni e impegno, ma questi invece gli commissionò una saliera d'oro, per la quale usò come modella una popolana che l'aveva sedotto. La saliera fu molto apprezzata dal sovrano, che sentiva ormai avvicinarsi il momento della sua dipartita da questo mondo.
Si giunge infine al momento della fusione del Perseo, durante la quale il Cellini ha un malore per il troppo lavoro. Riesce comunque a compiere l'opera con successo.

## Produzione
Il soggetto è ispirato all'autobiografia di Benvenuto Cellini Vita di Benvenuto di Maestro Giovanni Cellini fiorentino, scritta, per lui medesimo, in Firenze (pubblicata nel 1728).
Le riprese avvennero a Caprarola, Anagni, Firenze (di cui sono ben riconoscibili gli ambienti interni di Palazzo Vecchio) e a Roma per le scene in Castel Sant'Angelo e per gli interni costruiti nei teatri di posa degli Stabilimenti Cinematografici Pontini.

## Distribuzione
Dopo l'uscita in anteprima cinematografica avvenuta nel maggio 1990, il film è stato trasmesso in Italia su Rai 2 in una versione estesa, in 3 puntate (rispettivamente di 92, 75 e 87 minuti), dal 25 ottobre al 1 novembre 1990.
Lo sceneggiato ha avuto un'audience media di 2.177.000 telespettatori.

## Riconoscimenti
- 1991 - Efebo d'oro
  - Efebo d'oro per la televisione[5]